# الهيئة العامة للأرصاد الجوية المصرية
الهيئة العامة للأرصاد الجوية المصرية هي هيئة حكومية مصرية تابعة لوزارة الطيران المدني، أنشأت سنة 1952 تحت اسم مصلحة الأرصاد الجوية، وبموجب القرار الجمهوري رقم 2934 لسنة 1971 غير اسمها وأنشأت الهيئة العامة للأرصاد الجوية المصرية، وتعد الهيئة الجهة المسئولة عن التنبؤ بالمناخ على المستوى المحلي، وهي مرتبطة بالموانئ الجوية البحرية، فهي التي تتنبأ بدرجات الحرارة والظروف الجوية والمناخية لتسهيل المهمة الجوية والبحرية، كما تتنبأ الهيئة العامة للأرصاد الجوية بالكوارث الطبيعية مثل الزلازل و البراكين، وتضم عدة محطات أرصاد جوية ومراكز للتنبؤات الجوية منتشرة في جميع انحاء الجمهورية.

## المهام
- رصد جميع عناصر الغلاف الجوي من حرارة ورطوبة ورياح وضغط جوي ورؤية وظواهر جوية وغيرها.[2]
- قياس نسبة الأوزون ومتابعته.
- قياس درجة حرارة التربة على أعماق مختلفة.
- تحليل جميع العناصر السابقة والتنبؤ بأحوال الجو خلال فترة زمنية قادمة وهذه الفترة تكون قصيرة وطويلة حسب نوع التنبؤ.
- إصدار الإنذارات والتحذيرات في حالة التدهور وكذلك في حالة الظواهر الجوية الخطرة مثل العواصف الجوية والسيول.
- توفير البيانات المناخية عن الأعوام السابقة.

## وصلات خارجية
- الموقع الرسمي للهيئة.
- الصفحة الرسمية للهيئة على موقع فيس بوك.